# آصلیهان گوربوز
آصلیهان گوربوز (ترکی استانبولی: Aslıhan Gürbüz؛ زادهٔ ۱۶ فوریهٔ ۱۹۸۳) هنرپیشه اهل ترکیه است.

## کارنامه هنری

### تلویزیون
| سال         | نام سریال               | نقش               |
| ----------- | ----------------------- | ----------------- |
| ۲۰۰۴        | ملاقات بزرگ             | صدا               |
| ۲۰۰۸        | جوانه میخک              | گونجا             |
| ۲۰۰۹        | اگر یک ابر بودم         | آسیه بولوت        |
| ۲۰۱۰-۲۰۱۲   | جاذبه                   | جاذبه             |
| ۲۰۱۳        | نیرو های تحت امر        | پلیس/بازیگر مهمان |
| ۲۰۱۴        | تپه زیتون               | دنیز گوکچنر       |
| ۲۰۱۵-۲۰۱۶   | ماه‌پیکر                 | حلیمه سلطان       |
| ۲۰۱۶-۲۰۱۷   | داستان بدروم            | مایا              |
| ۲۰۱۷-تاکنون | جنایت های پیش پا افتاده | مروه آکساک        |